# نوزو میچیتسورا
فیلد مارشال مارکی نوزو میچیتسورا (انگلیسی: Nozu Michitsura; ژاپنی: 野津 道貫؛ ۱۷ دسامبر ۱۸۴۰ – ۱۸ اکتبر ۱۹۰۸) یک مارشال ارشد ژاپنی و از چهره‌های برجسته در ارتش امپراتوری ژاپن دوره مِیجی بود.

## زندگی
نوزو در کاگوشیما به دنیا آمد و دومین پسر یک سامورایی پایین رده از قلمروی ساتسوما بود. او زیر نظر یاکومارو کانه‌یوشی، استاد مشهور شمشیرزنی در ساتسوما، آموزش دید و در جریان جنگ بوشین (دوران اصلاحات میجی) به فرماندهی یک گروهان منصوب شد. نوزو در تمام نبردهای مهم این جنگ حضور داشت؛ از نبرد توبا-فوشیمی گرفته تا نبرد آیزو و نبرد هاکوداته.
پس از جنگ، نوزو به توکیو رفت و در مارس ۱۸۷۱ به درجه سرگردی در تیپ دوم ارتش تازه تأسیس امپراتوری ژاپن مِیجی منصوب شد. در اوت ۱۸۷۲ به درجه سرهنگ دومی ارتقا یافت و در ژانویه ۱۸۷۴، با انتصاب به عنوان رئیس ستاد تیپ گارد امپراتوری، به درجه سرهنگی رسید. از ژوئیه تا اکتبر ۱۸۷۶، نوزو به ایالات متحده سفر کرد و در نمایشگاه صدمین سالگرد استقلال آمریکا (Centennial Exhibition) در فیلادلفیا شرکت نمود. پس از بازگشت به ژاپن، وظیفه ناخوشایند جنگیدن با هم‌ولایتی‌های سابق خود در قیام ساتسوما (Satsuma Rebellion) را بر عهده گرفت. در فوریه ۱۸۷۷، او به عنوان رئیس ستاد تیپ دوم منصوب شد و از مه تا اوت همان سال در استان بونگو (Bungo) در کیوشو - کانون اصلی شورش - مستقر گردید.
در نوامبر ۱۸۷۸، نوزو به درجه سرتیپی ارتقا یافت و به فرماندهی منطقه نظامی توکیو منصوب شد. در فوریه ۱۸۸۴، او به همراه وزیر جنگ - مارشال اویاما ایوائو - سفری یک ساله به اروپا داشت تا سیستم‌های نظامی کشورهای اروپایی را مطالعه کند. در ژوئیه ۱۸۸۴، امپراتور میجی به او عنوان بارون (دانشاکو) در نظام اشرافی کازوکو اعطا کرد. بین فوریه تا آوریل ۱۸۸۵، نوزو به عنوان وابسته نظامی به پکن در چین دوران چینگ فرستاده شد. پس از بازگشت به ژاپن در مه ۱۸۸۵، به درجه سپهبدی ارتقا یافت و به فرماندهی منطقه نظامی هیروشیما منصوب شد.
در مه ۱۸۸۸، با بازسازی ارتش امپراتوری ژاپن و تشکیل واحدهای یگانی و لشکر بر اساس توصیه‌های ژنرال یاکوب مکل، مشاور نظامی پروسی، نوزو به فرماندهی لشکر پنجم منصوب شد. این لشکر تحت فرماندهی او در جنگ اول چین و ژاپن، به ویژه در نبرد پیونگ‌یانگ (۱۸۹۴) شرکت داشت. در مارس ۱۸۹۵، نوزو به درجه ارتشبدی ارتقا یافت و جایگزین ژنرال یاماگاتا آریتومو به عنوان فرمانده کل ارتش اول ژاپن در منچوری شد. سپس در اوت همان سال، عنوان وی از بارون به ویسکنت (شیشاکو) ارتقا یافت.
پس از پایان جنگ، نوزو به ترتیب سمت‌های نظامی مختلفی را بر عهده گرفت که از جمله می‌توان به فرماندهی لشکر گارد امپراتوری، بازرس کل آموزش‌های نظامی و عضویت در شورای عالی نظام اشاره کرد.
با آغاز جنگ روسیه و ژاپن، نوزو به فرماندهی ارتش چهارم ژاپن منصوب شد که نقش محوری در نبرد موکدن ایفا کرد. در پایان این جنگ، در ژانویه ۱۹۰۶ به درجه فیلد مارشالی ارتقا یافت و هم‌زمان عنوان اشرافی او به مارکی (کوشاکو) ارتقا پیدا کرد.
به دستور امپراتور، نوزو از سپتامبر ۱۹۰۷ تا زمان مرگش در اکتبر ۱۹۰۸ به عنوان عضو مجلس اعیان ژاپن خدمت کرد. از جمله نشان‌های افتخار نوزو می‌توان به نشان عقاب طلایی (درجه یک) و نشان عالی خورشید تابان اشاره کرد.
آرامگاه او در گورستان آئویاما در مرکز توکیو قرار دارد.